# Gilbert Ngbanda te Boyiko te Tenge
Gilbert Ngbanda te Boyiko te Tenge, né le 26 février 1948, est un professeur et personnalité politique de la République démocratique du Congo.
Il est au début des années 2010 Avocat général de la République et Inspecteur des services judiciaires.

## Biographie
Docteur d'État en droit, Gilbert Ngbanda te Boyiko te Tenge est professeur des Universités, Général de corps d’armée et haut magistrat militaire.
Il est directeur général de l'Institut supérieur de commerce de Kinshasa de 1997 à 2002, et plusieurs fois conseiller dans des cabinets ministériels en République démocratique du Congo et dans le renseignement militaire congolais. Il crée à l'Institut supérieur de commerce le cycle de licences (1re et 2e licence équivalant à un master d’École supérieure de commerce).
Il devient vice-ministre de la Défense chargé de l'Intégration des Armées rebelles en 2004, sujet très épineux à la veille des élections libres qui se sont tenues en juillet 2006. Au premier trimestre 2006, lors du dernier réaménagement du gouvernement tripartite qui vise à appointer un certain nombre de fidèles du président à des postes clés avant les premières élections libres et démocratiques du Congo-Kinshasa, il est remplacé par un proche du président, Bernard Mona.
Spécialiste en droit pénal, il est toujours professeur de droit à l'Université protestante au Congo et à l'Institut supérieur de commerce de Kinshasa.